# Cylidrus cyaneus
Cylidrus cyaneus là một loài bọ cánh cứng trong họ Cleridae. Loài này được Fabricius miêu tả khoa học đầu tiên năm 1787.